# Дареевск
Дареевск — село в Погарском районе Брянской области России. Входит в состав Городищенского сельского поселения.

## География
Село находится в южной части Брянской области, в зоне хвойно-широколиственных лесов, на берегах реки Ложицы (пр. приток р. Вары), к западу от автодороги 15К-1901, на расстоянии примерно 12 километров (по прямой) к юго-западу от посёлка городского типа Погар, административного центра района, и 34 км к юго-западу от Стародуба. Абсолютная высота — 172 метра над уровнем моря.

### Климат
Климат характеризуется как умеренно континентальный, с тёплым летом и умеренно холодной зимой. Средняя температура воздуха самого тёплого месяца (июля) — 18,2 °C (абсолютный максимум — 36 °C); самого холодного (января) — −8,2 °C (абсолютный минимум — −37 °C). Среднегодовое количество атмосферных осадков составляет 549—641 мм, из которых большая часть выпадает в тёплый период. Снежный покров держится в течение 115—125 дней. В тёплый период (апрель-сентябрь) преобладают ветры северо-западных, северо-восточных и западных направлений, а в холодный период (октябрь-март) — юго-западных, южных и западных.

### Часовой пояс
Село Дареевск, как и вся Брянская область, находится в часовой зоне МСК (московское время). Смещение применяемого времени относительно UTC составляет +3:00.

## История
Основа топонима, по-видимому, “дор” — луг  (диалект.)  в безударном положении “дар” + посессивный суффикса -ск.
Дареевск был поселен не позднее середины 16 века. При поляках село принадлежало шляхтичу Пясочинскому. С образованием в 1663 г. Стародубского полка, Дареевск вошел в состав Погарской сотни. Посполитые дворы села были причислены к Погарской ратуше, с обязательством платить налог на содержание войсковой артиллерии, полковой старшины и магистратских чиновников.
В 1752 г. гетман К.Разумовский пожаловал часть дареевских крестьян генеральному хоружему Н.Д.Ханенко, который, в свою очередь, передал их по наследству своему старшему сыну Василию. Однако, Василий Николаевич, дослужившийся до майора и живший после отставки в Чаусах, будучи бездетным, завещал дареевскую часть собственности родному племяннику Ивану Ивановичу Ханенко. В начале 19 века крестьяне Дареевска принадлежали уже внучатым племянникам В.Н.Ханенко — Ивану, Александру и Евгению Ивановичам, владевшим совместно 3 дворами посполитых.
В первой половине и середине 19 века, наибольшее количество дареевских крестьян принадлежало Михаилу Павловичу Миклашевскому. Часть из них он перевел на свою суконную фабрику в Понуровке. После смерти М. П. Миклашевского, дареевских крестьян унаследовал его сын Иосиф. Позднее, в 1875 г., И. М. Миклашевский построил в Понуровке сахарный завод, на котором многие жители Дареевска нашли себе работу.
Особо надо сказать о семье Оршаво-Орачевских — выходцах из дареевских казаков. Войсковой товарищ Антон Оршаво-Орачевский, сумевший доказать свое дворянство в 1790-х годах, передал впоследствии дареевскую собственность своим детям — Лаврентию, Ипполиту и Андрею. По переписи 1811 г., в их владении значилось 10 крестьянских дворов. После смерти в 1815 г. Ипполита, а затем, и Лаврентия, их посполитых разделили между собой Андрей Антонович, вдова Лаврентия —  Софья и ее сын Петр Лаврентьевич Оршаво-Орачевский, имевший специальность лекаря и проживший в селе до отмены крепостного права. В 1858 г. часть дворов, принадлежавших Оршаво-Орачевским была продана подпоручику Петру Николаевичу Соболевскому.
Среди других владельцев, в 1811 г., в Дареевске упоминаются генерал-майор И. Н. Римский-Корсаков, выкупивший за долги крестьянские дворы у своих родственников — потомков Максима Корсака, а также поручик Иван Иванович Песоцкий, имевший в селе один крестьянский двор, унаследованный впоследствии его дочерью Александрой Летковской.
Во второй трети 19 века, наряду с прежними, в Дареевске появляются и новые владельцы: штабс-капитан И.А.Котляревский, а затем его дети Алексей и Иван, построившие в селе усадьбу; А. Ленчовская и ее сын – титулярный советник Ф. С. Хоминский; А. Грабарова; Е. Г. Страшенкова и А. М. Подъельская — жена священника П. Г. Подъельского.
В 1825 г. в Дареевске возобновлена каменная церковь св. Дмитрия Солунского,  известная по документам с 1780 г. В 1860 — 90 гг. священниками при церкви служили П. Подъельский, М. Коровкевич-Базилевич; псаломщиками — П. Барзылович и П. Яновский. В 1867 г. в селе открылась начальная школа. С конца 19 века в Дареевске работала земская школа.
В 19 века село было причислено к Чаусовской волости.

## Население
С середины 17 века Дареевск формировался как казацко-крестьянское село, население которого динамично возрастало: с 81 двора в начале 18 века до 125 дворов (700 человек) в конце 19 века.
| 2010 | 2013 |
| ---- | ---- |
| 308  | ↘277 |

### Национальный состав
Согласно результатам переписи 2002 года, в национальной структуре населения русские составляли 95 % из 446 чел.